# Рафиев, Наджафгулу Раджабали оглы
Наджафгулу Раджабали оглы Рафиев (22 марта 1915, Ордубад, Кавказское наместничество — 24 декабря 1970, Баку) — командир танкового взвода в годы Великой Отечественной войны. Герой Советского Союза.

## Биография

### До войны
Наджафгулу Рафиев родился 22 марта 1912 года в городе Ордубад (расположен в Нахичеванской Автономной Республике) в семье рабочего. По национальности азербайджанец. После окончания девяти классов учился на курсах шелководства в Тифлисе. Вернувшись в родной Ордубад, работал старшим инспектором коконо-семенной станции. В 1931 году переехал в город Баку. Здесь Рафиев успешно окончил школу ФЗУ, а затем железнодорожный техникум.
В 1935 году был призван в Красную армию и направлен в бронетанковые войска. После прохождения срочной службы остался в армии, поступил в военное училище. Накануне войны окончил Ленинградскую высшую бронетанковую школу. Член КПСС с 1943 года.

### Великая Отечественная война
26 июня 1941 года танкист Рафиев вступил в свой первый бой с фашистами под украинским городом Кременец. В ходе боя он был ранен в голову, но остался в строю. Во время отступления Рафиев отличился во многих боях под украинскими городами Житомиром, Харьковом. Только в одном бою под Полтавой танкисты Рафиева вывели из строя два тяжёлых немецких танка, шесть орудий и более пятидесяти гитлеровских солдат. Во время сражения в районе Матвеева-Кургана Рафиев был ранен в третий раз, и снова не покинул поля боя. Экипаж Рафиева уничтожил вражеский танк, два тяжелых орудия, миномёт и тридцать пять гитлеровских солдат. За мужество и отвагу отважный танкист был отмечен орденом Красной Звезды.
Особо отличился Наджафгулу Рафиев в боях за освобождение Белоруссии. Командир танкового взвода умело организовал действия подразделения во время наступления. 26 июня 1944 года в сражении под Бобруйском танкисты овладели переправой через реку Птичь и, оседлав шоссе Бобруйск — Глуск, перерезали пути отхода противнику. На следующий день, преследуя врага, танковый взвод ворвался в населённый пункт Ленино (Горецкий район Могилёвской области). 8 июля танкисты Рафиева первыми вошли на улицы города Барановичи.
Указом Президиума Верховного Совета СССР от 26 сентября 1944 года за образцовое выполнение заданий командования и проявленные мужество и героизм в боях с немецко-фашистскими захватчиками младшему лейтенанту Рафиеву Наджафу Раджабали оглы присвоено звание Героя Советского Союза с вручением ордена Ленина и медали «Золотая Звезда».
В 1945 году окончил Высшую офицерскую бронетанковую школу, в 1951 году — Высшую офицерскую школу самоходной артиллерии. С 1956 года майор Рафиев — в запасе. Жил и работал в Баку. Умер 24 декабря 1970 года. Похоронен в городе Баку в Аллее почётного захоронения (Фехри Хиябан).

## Награды и звания
- Медаль «Золотая Звезда»
- Орден Ленина
- Орден Красного Знамени
- Три ордена Красной Звезды[2]
- Медали.

## Память
- На родине героя установлен бюст и его именем названа улица в Ордубаде.
- В столице Белоруссии Минске имя Рафиева также носит улица[3], на одном из зданий которой установлена мемориальная доска.
- В 1969 году Наджафкули Рафиев был удостоен звания почётного гражданина городского посёлка Глуск[4].
- Имя Наджафкули Рафиева носит Средняя школа №170 г.Минска